# جان بلیر جونیور
جان بلیر جونیور (.John Blair Jr) (زادهٔ ۱۷ آوریل ۱۷۳۲ – درگذشتهٔ ۳۱ اوت ۱۸۰۰)، سیاستمدار، از پدران بنیان‌گذار ایالات متحده و حقوق‌دان اهل آمریکا بود که در قانون اساسی ایالات متحده امضاء کرد.
بلیر یکی از تعلیم‌دیده‌ترین حقوق‌دان‌های عصر خود بود. او که یک دانشمند معروف حقوق بود، از دخیل شدن در هیاهوی سیاست‌های ایالتی اجتناب نموده و ترجیح می‌داد تا در عقب صحنه کار کند. او به‌طور راسخ به ایده اتحاد دائمی ایالت‌های تازه مستقل شده ایمان داشت و با وفاداری کامل از هموطنان ویرجینیایی خود جیمز مدیسون و جورج واشینگتن در کنوانسیون قانون اساسی حمایت کرد. به عنوان قاضی در دادگاه استیناف ویرجینیا و در دادگاه عالی ایالات متحده، وی در هنگام اتخاذ چندین تصمیم مهم در تفسیر قانون اساسی نقش داشت. هم‌عصران وی، بلیر را به‌خاطر داشتن ویژگی‌های شخصی چون مهربانی و نیک خواهی و همچنین به‌خاطر توانایی وی در اینکه به سرعت به قلب یک مسئله حقوقی پی می‌برد، مورد ستایش قرار می‌دادند.

## اوایل زندگی
جان بلیر جونیور در ۱۷۳۲ میلادی در ویلیامزبرگ، مستعمره ویرجینیا، از مری (مونرو) و جان بلیر، متولد شد. وی در یک خانواده معروف ویرجینیا به‌دنیا آمده بود. پدر وی در شورای فرماندار ویرجینیا و (چهار مرتبه) به عنوان سرپرست-فرماندار سلطنتی خدمت کرد. عموی بزرگ وی جیمز بلیر، بنیان‌گذار و نخستین رئیس کالج ویلیام و مری بود.
بلیر در کالج ویلیام و مری آموزش دیده و مدرک لیسانس علوم مقدماتی (بی‌ای) خود را در ۱۷۵۴ میلادی کسب کرد. او در ۱۷۵۵ میلادی به لندن رفت تا در میدل تیمپل در رشته حقوق آموزش ببیند.

## حرفه
او که برای کار در رشته حقوق به خانه بازگشته بود به سرعت به‌سوی زندگی عمومی کشانده شد، حرفه عمومی خود را چندی پس از پایان جنگ فرانسه و هندی‌ها، با انتخاب شدن به کرسی اختصاصی برای کالج ویلیام و مری در مجلس ایالتی ویرجینیا (۱۷۶۶ – ۱۷۷۰ میلادی) آغاز کرد. وی چندی بعد به عنوان منشی شورای فرماندار که به عنوان مجلس اعلای قوه مقننه استعماری عمل می‌کرد، خدمت کرد (۱۷۷۰ – ۱۷۷۵ میلادی).
بلیر در اوایل به جناح میانه‌رو آرمان میهن‌دوستی ملحق شد. وی با قطعنامه‌های افراطی پاتریک هنری در اعتراض به قانون تمبر مخالف بود، اما الغای مجلس ایالتی ویرجینیا توسط پارلمان بریتانیا دیدگاه وی را به‌طور بنیادین تغییر داد. در واکنش به یک سری مالیاتی که پارلمان برای مستعمرات وضع کرد، بلیر در ۱۷۷۰ و بار دیگر در ۱۷۷۴ میلادی به جورج واشینگتن و دیگران پیوست تا موافقتنامه‌های عدم-واردات را ترتیب نماید، چیزی که شدیداً از حامیان آنها درخواست نمود تا واردات کالاهای بریتانیایی را تا زمانی که این مالیات لغو می‌شوند، متوقف نمایند. وی در ۱۷۷۵ میلادی با پیوستن به آنهای که خواستار ایجاد کنگره قاره‌ای و حمایت از مردمان بوستون بودند که به‌خاطر اعمال پارلمان بریتانیا به مشکلات اقتصادی مواجه شده بودند، به تصویب مصوبه‌های تحمل‌ناپذیر از سوی پارلمان بریتانیا واکنش نشان داد.
زمانی که انقلاب آمریکا آغاز شد، بلیر به‌طور عمیقی در حکومت ایالت خود دخیل شد. وی در چندین کنوانسیون که قانون اساسی ویرجینیا (۱۷۷۶) را ترتیب داد خدمت نموده و سمت‌های مهمی را در چندین کمیته داشت، از جمله عضویت در کمیته ۲۸ که اعلامیه حقوق ویرجینیا و برنامه حکومت را ساخت. وی همچنین در شورای پرایوی که گرو مشورتی بزرگ فرماندار پاتریک هنری بود، خدمت کرد (۱۷۷۶ – ۱۷۷۸ میلادی). قوه مقننه وی را در ۱۷۷۸ میلادی به عنوان قاضی دادگاه عمومی و پس از مد کوتاهی به عنوان رئیس دادگاه انتخاب کرد. وی به عنوان عضو دادگاه عالی انصاف ویرجینیا نیز انتخاب گردید (۱۷۸۰ میلادی). این انتصاب‌ها در بخش قضایی، به‌طور خودکار بلیر را بیکی از اعضای نخستین دادگاه استیناف ویرجینیا مبدل کرد. هنگام حضور در دادگاه استیناف ویرجینیا، بلیر در پرونده مشترک‌المنافع ویرجنیا در مقابل کاتون ات ال. (۱۷۸۲ میلادی شرکت نمود)، پروندهٔ که موجب ایجاد این رویه قضایی شد که دادگاه می‌توانند قوانین را مخالف با قانون اساسی بپندارند. این تصمیم پیش‌درآمدی بود در تصمیم دیوان عالی ایالات متحده در پرونده موربری در مقابل مدیسون.
قوه مقننه با تقدیر از اعتبار بلیر به عنوان یک حقوق‌دان، وی را در ۱۷۸۶ میلادی به عنوان خلف توماس جفرسون در کمیته بازنگری قوانین ویرجینیا گماشت. سال بعدی، او به عنوان نماینده ویرجینیا در کنوانسیون قانون اساسی انتخاب شد.
رئیس‌جمهوری جورج واشینگتن در ۲۴ سپتامبر ۱۷۸۹ بلیر را در یکی از پنج سمت قاضی دستیار در دادگاه عالی ایالات متحده که تازه تأسیس شده بود، نامزد کرد. دو روز بعد، وی از سوی مجلس سنای ایالات متحده تأیید شد. بلیر از ۲ فوریه ۱۷۹۰ تا ۲۵ اکتبر ۱۷۹۵ در دادگاه عالی ایالات متحده خدمت کرد. تعداد پرونده‌ها در دوران خدمت بلیر خیلی اندک بود و در جریان شش سال تنها در مورد ۱۳ پرونده تصمیم گرفته شد. با این حال، بلیر در پرونده مهم دادگاه عالی، چیزهولم در مقابل جورجیا، شرکت نمود که نخستین پرونده دارای اهمیت و تأثیر در دیوان عالی ایالات متحده پنداشته می‌شود.

## زندگی شخصی
وی با جین بالفور بلیر ازدواج کرد.
او به تاریخ ۳۱ اوت ۱۸۰۰ در واشینگتن درگذشت. وی در حیاط کلیسای اسقفی بروتون در ویلیامزبرگ به خاک سپرده شد.
بلیر یک فراماسون بود. او در لژ بزرگ ویرجینیا که جدیداً در ۱۷۷۸ میلادی ایجاد شده بود به عنوان استاد اعظم (گرند ماستر) فراماسون‌های ویرجینیا انتخاب شد.
جاده بلیر در مدیسن، ویسکانسین به افتخار او نام‌گذاری شده‌است.